# Izy (Loiret)
Pour les articles homonymes, voir Izy.
Izy est une ancienne commune du département du Loiret réunie à la commune de Bazoches-les-Gallerandes (canton de Pithiviers) en 1972.

## Histoire
La commune a appartenu au district de Neuville (1790 à 1795), à l'arrondissement de Pithiviers (1801 à 1926 puis 1942 à 1972), à l'arrondissement d'Orléans (1926 à 1942), au canton d'Achêres (1790 à 1801) et au canton de Bazoches-les-Gallerandes (renommé canton d'Outarville, 1801 à 1972).